# Pro Evolution Soccer 2012
Pro Evolution Soccer 2012 (förkortat PES 2012 och känd som World Soccer: Winning Eleven 2012 i Asien) är ett datorspel som är det 11:e spelet i serien Pro Evolution Soccer. Spelet utvecklades och publicerades av Konami med stöd från Blue Sky Team. Spelet släpptes den 14 oktober 2011 i Europa. Omslaget pryds numera av Cristiano Ronaldo istället för Lionel Messi som har varit på omslaget sedan PES 2009. På det japanska omslaget har Messi ersatts av Shinji Kagawa. På USA och latinamerikanska omslaget syns Neymar och Cristiano Ronaldo.

## Demo
Det har släpps två demoversioner av spelet, båda släpptes till Playstation 3, Xbox 360 och PC. Första demon släpptes den 24 augusti 2011 och den andra demon släpptes den 14 september 2011.

## Licensierade tävlingar
Tack vare ett exklusivt avtal med Uefa och CONMEBOL finns Uefa Champions League, Uefa Europa League, Uefa Super Cup och Copa Libertadores med i spelet.

## Soundtrack[1]
- Alex Malheiros & Banda Utopia – "The Wave"
- Casiokids - "Dresinen"
- Cold Cave - "Life Magazine"
- Fear and Loathing in Las Vegas - "Jump Around"
- Foals - "This Orient"
- Goose - "Black Gloves"
- Jupiter - "Vox Populi"
- Spector - "Elektrify"
- Sub Focus - "Rock It"
- The Chemical Brothers - "Swoon"

## Klubbar

### Licensierade ligor
- Ligue 1 (alla klubbar är licensierade)
- Eredivisie (alla klubbar är licensierade)
- La Liga (alla klubbar är licensierade)
- J. League (alla klubbar är licensierade)¹

¹ Ligan ingår endast i japanska PS3-versionen av spelet

### Olicensierade ligor
- Premier League (2 licensierade klubbar: Manchester United, Tottenham Hotspur)

18 klubbar utan licens:
- North London (Arsenal)
- West Midlands Village (Aston Villa)
- Lancashire (Blackburn Rovers)
- Middlebrook (Bolton)
- London FC (Chelsea)
- Merseyside Blue (Everton)
- West London White (Fulham)
- Merseyside Red (Liverpool)
- Man Blue (Manchester City)
- Tyneside (Newcastle United)
- Northluck City (Norwich City)
- North West London (Queens Park Rangers)
- The Potteries (Stoke City)
- Wearside (Sunderland)
- Swearcle (Swansea)
- West Midlands Stripes (West Brom)
- Lancashire Athletic (Wigan Athletic)
- Wolves (Wolverhampton)

- Serie A (alla klubbar är licensierade, men ligan i sig är inte licensierad)

- Primeira Liga (3 licensierade klubbar: Benfica, Porto och Sporting Lissabon)

13 klubbar utan licens:
- Aratalcao (Académica)
- Befmaxao (Beira-Mar)
- Bresigne (Braga)
- Forceilho (Feirense)
- Gavorence (Gil Vicente)
- Maseadeira (Martimo)
- Nardimcol (National)
- Osquancha (Olhanense)
- Podefteza (Paços de Ferreira)
- Rovaneche (Rio Ave)
- Uqueidol (Leiria)
- Viscuato (Vitória SC)
- Verfolcao (Vitória FC)

## Licensierade landslag
Spelet innehåller 82 landslag. Nya Zeelands landslag är nytt i PES 2012.

### Afrika
- Algeriet
- Angola
- Egypten
- Elfenbenskusten
- Ghana
- Guinea
- Kamerun
- Mali
- Marocko
- Nigeria
- Senegal
- Sydafrika
- Togo
- Tunisien

### Amerika
- Costa Rica
- Honduras
- Kanada
- Mexico
- Trinidad och Tobago
- USA
- Argentina
- Bolivia
- Brasilien
- Chile
- Colombia
- Ecuador
- Paraguay
- Peru
- Uruguay
- Venezuela

### Asien och Oceanien
- Australien
- Bahrain
- Förenade Arabemiraten
- Indonesien
- Irak
- Iran
- Japan
- Jordanien
- Kina
- Kuwait
- Malaysia
- Nya Zeeland
- Saudiarabiens
- Sydkorea
- Thailand
- Uzbekistan
- Vietnam

### Europa
- Belgien
- Bosnien och Hercegovina
- Bulgarien
- Danmark
- England
- Finland
- Frankrike
- Grekland
- Irland
- Israel
- Italien
- Kroatien
- Montenegro
- Nederländerna
- Nordirland
- Norge
- Polen
- Portugal
- Rumänien
- Ryssland
- Schweiz
- Serbien
- Skottland
- Slovakien
- Slovenien
- Spanien
- Sverige
- Tjeckien
- Turkiet
- Tyskland
- Ukraina
- Ungern
- Wales
- Österrike

### Klassiska landslag
- Argentina
- Brasilien
- England
- Frankrike
- Italien
- Nederländerna
- Tyskland

## Europeiska klubblag
- Standard Liège
- Gent
- Racing Genk
- FC Köpenhamn
- AEK Aten
- Olympiakos
- Panathinaikos
- PAOK
- Dinamo Zagreb
- Rosenborg Ballklub
- Wisła Kraków
- Dinamo Bucureşti
- Oțelul Galați
- CSKA Moskva
- FC Rubin Kazan
- Zenit St. Petersburg
- FC Basel
- Celtic
- Rangers
- AIK
- Sparta Prag
- Beşiktaş
- Fenerbahçe
- Galatasaray
- Trabzonspor
- Bayer Leverkusen
- Bayern München
- Sjachtar Donetsk
- Dynamo Kyiv

### Lagen i Copa Libertadores
- Boca Juniors
- River Plate
- Banfield
- Colón
- Estudiantes de La Plata
- Lanús
- Newell's Old Boys
- Vélez Sársfield
- Blooming
- Bolívar
- Real Potosí
- Corinthians
- Cruzeiro
- Internacional
- Santos
- Universidad Católica
- Universidad de Chile
- Colo-Colo
- Once Caldas
- Junior Barranquilla
- Deportes Tolima
- Deportivo Cuenca
- Emelec
- Deportivo Quito
- Guadalajara
- Monarcas Morelia
- Monterrey
- San Luis
- Estudiantes Tecos
- Cerro Porteño
- Club Libertad
- Nacional
- Alianza Lima
- Juan Aurich
- Universitario
- Nacional
- Cerro
- Racing Montevideo
- Caracas
- Deportivo Petare
- Deportivo Táchira